# Cardamine nymanii
Cardamine nymanii är en korsblommig växtart som beskrevs av Michel Gandoger. Cardamine nymanii ingår i släktet bräsmor, och familjen korsblommiga växter. Inga underarter finns listade i Catalogue of Life.

## Bildgalleri

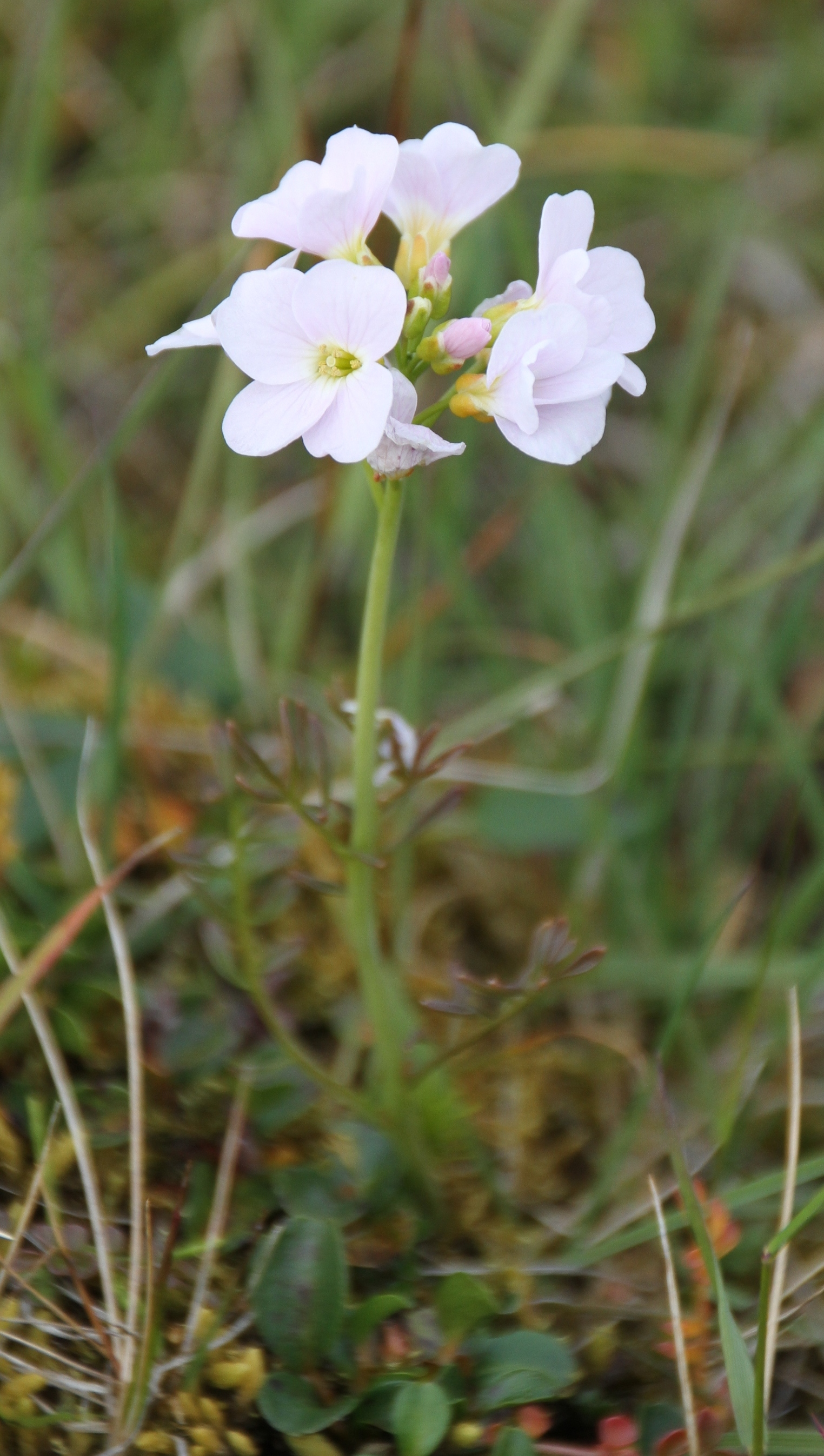
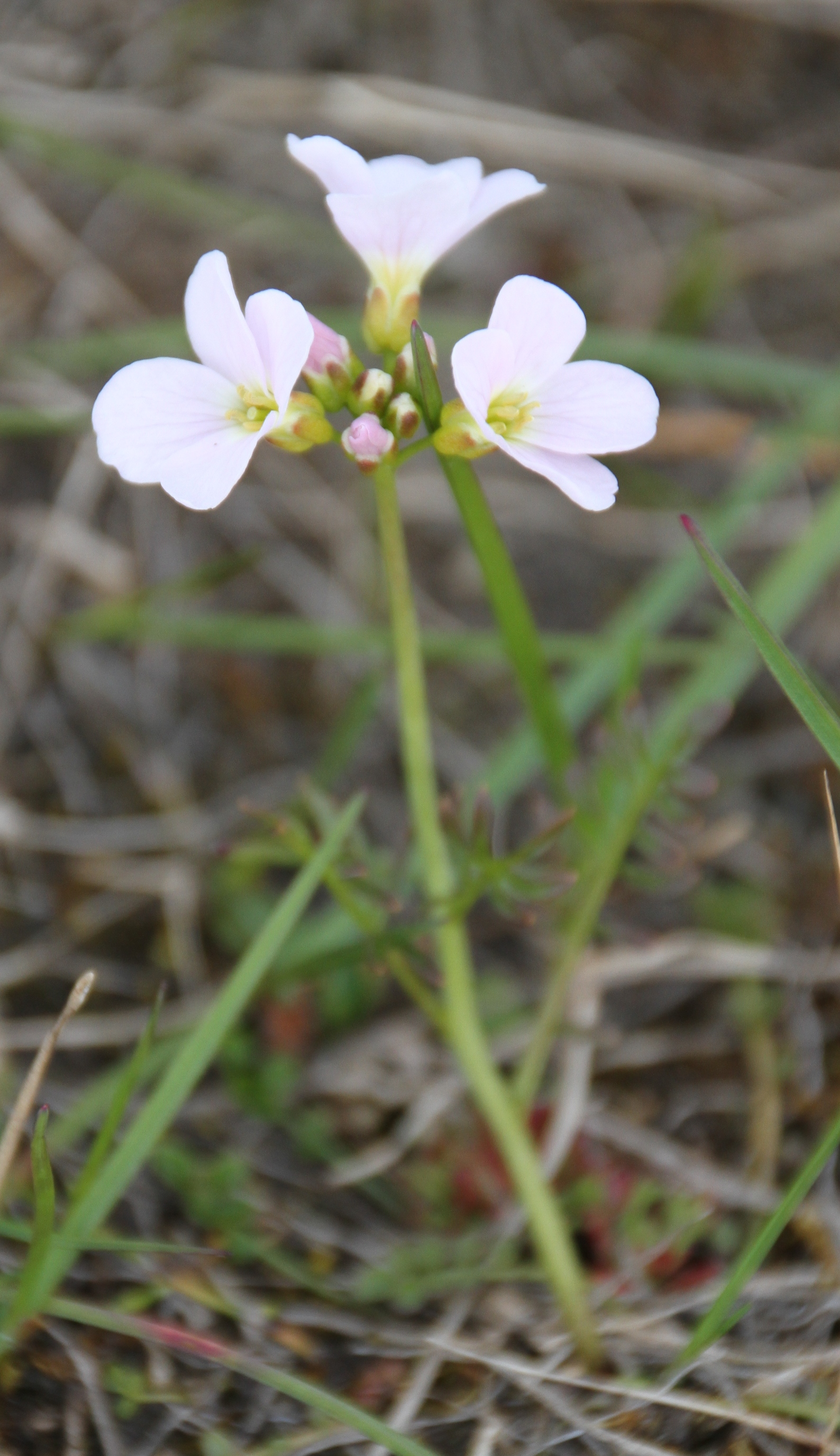
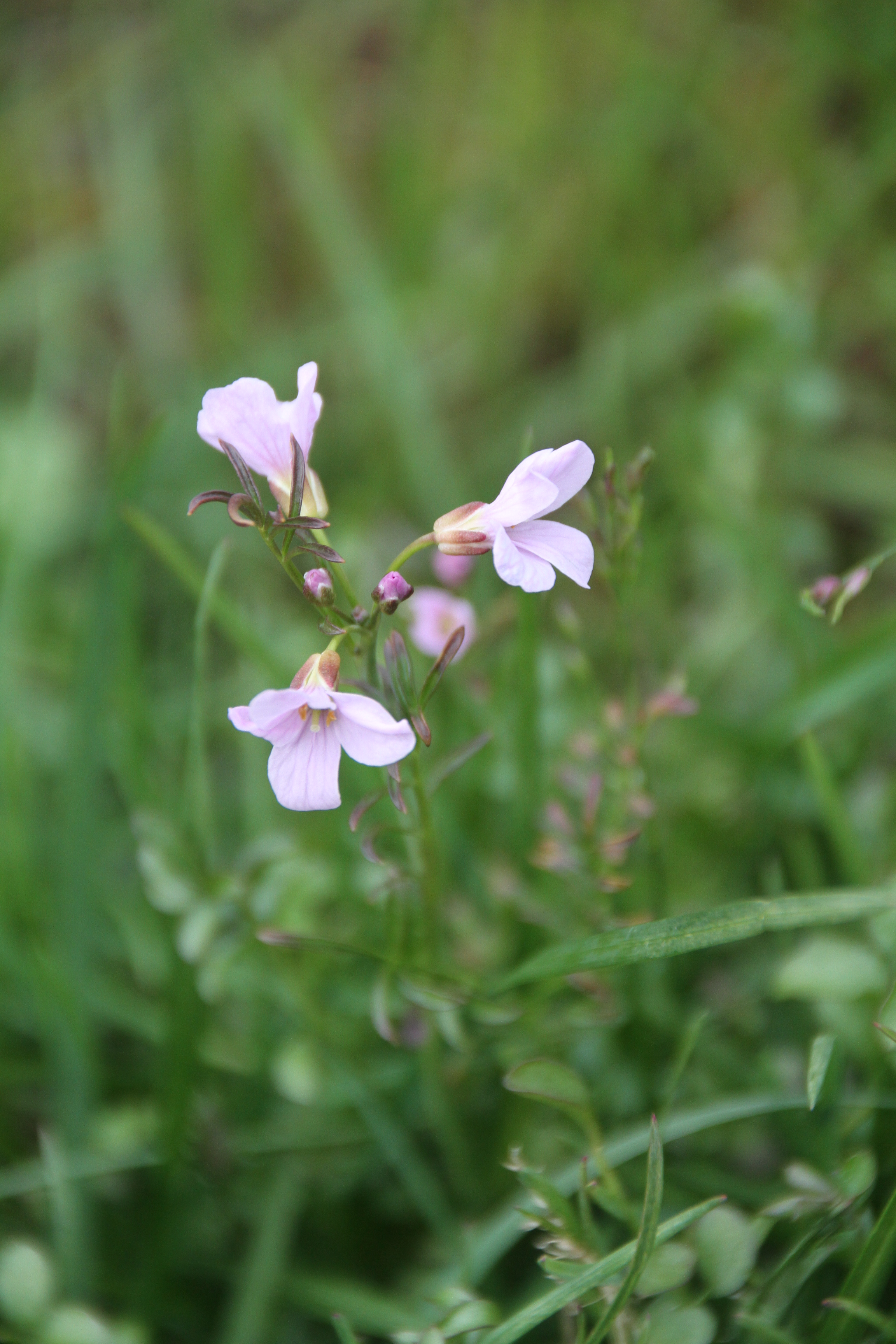